# Nobles de Irlanda
Nobleza de Irlanda es el término usado para aquellos nobles creados por los monarcas británicos en su capacidad como Señor o Rey de Irlanda. Antes de 1801, la nobleza irlandesa tenían el derecho de sentarse en la Cámara Irlandesa de los Lores, pero después de la Unión en 1801, los nobles irlandeses, así como los de Escocia, sólo los representantes nobles - veintiocho en total - podían tomar asiento en la Cámara de los Lores. Esta práctica terminó con la creación del Estado Libre Irlandés en 1922.
Los nobles irlandeses continuaron siendo creados por algún tiempo después de 1801 como una forma de crear títulos nobiliarios sin derecho a un asiento en la Cámara de los Lores; aunque el tratado de la Unión les ponía restricciones: tres tenían que extinguirse antes de que uno pudiera ser otorgado, al menos hasta que hubiera solamente cien nobles irlandeses. El último que fue otorgado fue uno para Lord Curzon en 1898. En la siguiente mesa de nobles irlandeses, títulos más altos o iguales a los otros sistemas nobiliarios son listados, también, si el noble tiene un título más bajo en los sistemas nobiliarios de Inglaterra, Gran Bretaña, o el Reino Unido, y por tanto se sentaba por tal título en la Cámara de los Lores, tal título menor está listado.

## Duques en la Nobleza de Irlanda
| Título               | Creación | Otros títulos                                                                                  |
| -------------------- | -------- | ---------------------------------------------------------------------------------------------- |
| El Duque de Leinster | 1766     | Vizconde Leinster en la Nobleza de Gran Bretaña; Señor Kildare en la Nobleza del Reino Unido   |
| El Duque de Abercorn | 1868     | Conde de Abercorn en la Nobleza de Escocia; Marqués de Abercorn en la Nobleza de Gran Bretaña. |

## Marqueses en la Nobleza de Irlanda
| Título                    | Creación | Otros títulos                                       |
| ------------------------- | -------- | --------------------------------------------------- |
| El Marqués de Waterford   | 1789     | Lord Tyrone en la Nobleza de Gran Bretaña           |
| El Marqués de Downshire   | 1789     | Conde de Hillsborough en la Nobleza de Gran Bretaña |
| El Marqués de Donegall    | 1791     | Lord Fisherwick en la Nobleza de Gran Bretaña       |
| El Marqués de Headfort    | 1800     | Lord Kenlis en la Nobleza del Reino Unido           |
| El Marqués de Sligo       | 1800     | Lord Mont Eagle en la Nobleza del Reino Unido       |
| El Marqués de Ely         | 1801     | Lord Loftus en la Nobleza del Reino Unido           |
| El Marqués Conyngham      | 1816     | Lord Minster en la Nobleza del Reino Unido          |
| El Marqués de Londonderry | 1816     | Conde Vane en la Nobleza del Reino Unido            |

## Condes en la Nobleza de Irlanda
| Título                            | Creación   | Otros títulos                                                                               |
| --------------------------------- | ---------- | ------------------------------------------------------------------------------------------- |
| El Conde de Waterford             | 1446       | Conde de Shrewsbury en la Nobleza de Inglaterra; Conde Talbot en la Nobleza de Gran Bretaña |
| El Conde de Cork y Orrery         | 1620, 1660 | Lord Boyle de Marston en la Nobleza de Gran Bretaña                                         |
| El Conde de Westmeath             | 1621       |                                                                                             |
| El Conde de Desmond               | 1622       | Conde de Denbigh en la Nobleza de Inglaterra                                                |
| El Conde de Meath                 | 1627       | Lord Chaworth en la Nobleza del Reino Unido                                                 |
| El Conde de Cavan                 | 1647       |                                                                                             |
| El Conde de Drogheda              | 1661       | Lord Moore de Cobham en la Nobleza del Reino Unido                                          |
| El Conde de Granard               | 1684       | Lord Granard en la Nobleza del Reino Unido                                                  |
| El Conde de Milltown              | 1722       | inactivo en 1891                                                                            |
| El Conde de Kerry y de Shelburne  | 1722, 1753 | Marqués de Lansdowne en la Nobleza de Gran Bretaña                                          |
| El Conde de Darnley               | 1725       | Lord Clifton en la Nobleza de Inglaterra                                                    |
| El Conde de Egmont                | 1733       | Lord Lovel y Holland en la Nobleza de Gran Bretaña                                          |
| El Conde de Bessborough           | 1739       | Lord Ponsonby de Sysonby en la Nobleza de Gran Bretaña                                      |
| El Conde de Carrick               | 1748       | Lord Butler en la Nobleza del Reino Unido                                                   |
| El Conde de Shannon               | 1756       | Lord Carleton en la Nobleza de Gran Bretaña                                                 |
| El Conde de Mornington            | 1760       | Duque de Wellington en la Nobleza del Reino Unido                                           |
| El Conde de Arran                 | 1762       | Lord Sudley en la Nobleza del Reino Unido                                                   |
| El Conde de Courtown              | 1762       | Lord Saltersford en la Nobleza de Gran Bretaña                                              |
| El Conde de Mexborough            | 1766       |                                                                                             |
| El Conde Winterton                | 1766       |                                                                                             |
| El Conde de Kingston              | 1768       |                                                                                             |
| El Conde de Roden                 | 1771       |                                                                                             |
| El Conde de Lisburne              | 1776       |                                                                                             |
| El Conde de Clanwilliam           | 1776       | Lord Clanwilliam en la Nobleza del Reino Unido                                              |
| El Conde de Antrim                | 1785       |                                                                                             |
| El Conde de Longford              | 1785       | Lord Silchester en la Nobleza del Reino Unido                                               |
| El Conde de Portarlington         | 1785       |                                                                                             |
| El Conde de Mayo                  | 1785       |                                                                                             |
| El Conde Annesley                 | 1789       |                                                                                             |
| El Conde de Enniskillen           | 1789       | Lord Grinstead en la Nobleza del Reino Unido                                                |
| El Conde Erne                     | 1789       | Lord Fermanagh en la Nobleza del Reino Unido                                                |
| El Conde de Lucan                 | 1795       | Lord Bingham en la Nobleza del Reino Unido                                                  |
| El Conde Belmore                  | 1797       |                                                                                             |
| El Conde Castle Stewart           | 1800       |                                                                                             |
| El Conde de Donoughmore           | 1800       | Vizconde Hutchinson en la Nobleza del Reino Unido                                           |
| El Conde de Caledon               | 1800       |                                                                                             |
| El Conde de Limerick              | 1803       | Lord Foxford en la Nobleza del Reino Unido                                                  |
| El Conde de Clancarty             | 1803       | Vizconde Clancarty en la Nobleza del Reino Unido                                            |
| El Conde de Gosford               | 1806       | Lord Worlingham en la Nobleza del Reino Unido                                               |
| El Conde de Rosse                 | 1806       |                                                                                             |
| El Conde de Normanton             | 1806       | Lord Mendip en la Nobleza del Reino Unido                                                   |
| El Conde de Kilmorey              | 1822       |                                                                                             |
| El Conde de Dunraven y Mount-Earl | 1822       |                                                                                             |
| El Conde de Listowel              | 1822       | Lord Hare en la Nobleza del Reino Unido                                                     |
| El Conde de Norbury               | 1827       |                                                                                             |
| El Conde de Ranfurly              | 1831       | Lord Ranfurly en la Nobleza del Reino Unido                                                 |

## Vizcondes en la Nobleza de Irlanda
| Título                           | Creación   | Otros títulos                                          |
| -------------------------------- | ---------- | ------------------------------------------------------ |
| El Vizconde de Gormanston        | 1478       | Lord Gormanston en la Nobleza del Reino Unido          |
| El Vizconde Mountgarret          | 1550       | Lord Mountgarret en la Nobleza del Reino Unido         |
| El Vizconde Wilmot               | 1621       |                                                        |
| El Vizconde Valentia             | 1622       |                                                        |
| El Vizconde Dillon               | 1622       |                                                        |
| El Vizconde Lumley               | 1628       | Conde de Scarbrough en la Nobleza de Inglaterra        |
| El Vizconde Massereene y Ferrard | 1660, 1797 | Barón Oriel en la Nobleza del Reino Unido              |
| El Vizconde Cholmondeley         | 1661       | Marqués de Cholmondeley en la Nobleza del Reino Unido  |
| El Vizconde Charlemont           | 1665       |                                                        |
| El Vizconde Downe                | 1681       | Lord Dawnay en la Nobleza del Reino Unido              |
| El Vizconde Molesworth           | 1716       |                                                        |
| El Vizconde Chetwynd             | 1717       |                                                        |
| El Vizconde Midleton             | 1717       | Lord Brodrick en la Nobleza de Gran Bretaña            |
| El Vizconde Boyne                | 1717       | Lord Brancepth en la Nobleza del Reino Unido           |
| El Vizconde Grimston             | 1719       | Conde de Verulam en la Nobleza del Reino Unido         |
| El Vizconde Gage                 | 1720       | Lord Gage de High Meadow en la Nobleza de Gran Bretaña |
| El Vizconde Galway               | 1727       |                                                        |
| El Vizconde Powerscourt          | 1743       | Lord Powerscourt en la Nobleza del Reino Unido         |
| El Vizconde Ashbrook             | 1751       |                                                        |
| El Vizconde Southwell            | 1776       |                                                        |
| El Vizconde De Vesci             | 1776       |                                                        |
| El Vizconde Lifford              | 1781       |                                                        |
| El Vizconde Bangor               | 1781       |                                                        |
| El Vizconde Doneraile            | 1785       |                                                        |
| El Vizconde Harberton            | 1791       |                                                        |
| El Vizconde Hawarden             | 1793       |                                                        |
| El Vizconde Mountjoy             | 1796       | Marqués de Bute en la Nobleza de Gran Bretaña          |
| El Vizconde Monck                | 1801       | Lord Monck en la Nobleza del Reino Unido               |
| El Vizconde Gort                 | 1816       |                                                        |

## Barones en la Nobleza de Irlanda
Hay que notar que en Irlanda, baronía también puede referirse a una subdivisión política obsoleta de un condado. No hay conexión entre tal baronía y el título nobiliario de barón. 
| Título                                | Creación | Otros títulos |
| ------------------------------------- | -------- | --- |
| El Lord Kingsale                      | 1397     | |
| El Lord Dunsany                       | 1439     | |
| El Lord Trimlestown                   | 1461     | |
| El Lord Dunboyne                      | 1541     | |
| El Lord Louth                         | 1541     | |
| El Lord Inchiquin                     | 1543     | |
| El Lord Digby                         | 1620     | Lord Digby en la Nobleza de Gran Bretaña                                                                         |
| El Lord Conway y Killutagh            | 1712     | Marqués de Hertford en la Nobleza de Gran Bretaña                                                                |
| El Lord Carbery                       | 1715     | |
| El Lord Aylmer                        | 1718     | |
| El Lord Farnham                       | 1756     | |
| El Lord Lisle de Mountnorth           | 1758     | |
| El Lord Clive de Plassey              | 1762     | Conde de Powis en la Nobleza del Reino Unido                                                                     |
| El Lord Westcote de Balamere          | 1776     | Vizconde Cobham en la Nobleza de Gran Bretaña                                                                    |
| El Lord Macdonald de Slate            | 1776     | |
| El Lord Kensington                    | 1776     | Lord Kensington en la Nobleza del Reino Unido                                                                    |
| El Lord Newborough                    | 1776     | |
| El Lord Massy                         | 1776     | |
| El Lord Muskerry                      | 1781     | |
| El Lord Hood de Catherington          | 1782     | Vizconde Hood en la Nobleza de Gran Bretaña                                                                      |
| El Lord Sheffield                     | 1783     | Lord Stanley de Alderley y Eddisbury en la Nobleza del Reino Unido                                               |
| El Lord Kilmaine                      | 1789     | |
| El Lord Auckland                      | 1789     | Lord Auckland en la Nobleza de Gran Bretaña                                                                      |
| El Lord Waterpark                     | 1792     | |
| El Lord Bridport de Cricket St Thomas | 1794     | Vizconde Bridport en la Nobleza del Reino Unido                                                                  |
| El Lord Graves                        | 1794     | |
| El Lord Huntingfield                  | 1796     | |
| El Lord Carrington                    | 1796     | Lord Carrington en la Nobleza de Gran Bretaña; Lord Carington de Upton en la Nobleza del Reino Unido de por vida |
| El Lord Rossmore                      | 1796     | Lord Rossmore en la Nobleza del Reino Unido                                                                      |
| El Lord Hotham                        | 1797     | |
| El Lord Crofton                       | 1797     | |
| El Lord Ffrench                       | 1798     | |
| El Lord Henley                        | 1799     | Lord Northington en la Nobleza del Reino Unido                                                                   |
| El Lord Langford                      | 1800     | |
| El Lord Henniker                      | 1800     | Lord Hartismere en la Nobleza del Reino Unido                                                                    |
| El Lord Ventry                        | 1800     | |
| El Lord Dunalley                      | 1800     | |
| El Lord Clanmorris                    | 1800     | |
| El Lord Ashtown                       | 1800     | |
| El Lord Rendlesham                    | 1806     | |
| El Lord Castlemaine                   | 1812     | |
| El Lord Decies                        | 1812     | |
| El Lord Garvagh                       | 1818     | |
| El Lord Talbot de Malahide            | 1831     | |
| El Lord Carew                         | 1834     | Lord Carew en la Nobleza del Reino Unido                                                                         |
| El Lord Oranmore y Browne             | 1836     | Lord Mereworth en la Nobleza del Reino Unido                                                                     |
| El Lord Bellew                        | 1848     | |
| El Lord Rathdonnell                   | 1868     | |

- Datos: Q1859616
- Multimedia: Peerage of Ireland / Q1859616